# Catedral de San Elías (Beirut)
La Catedral de San Elías o simplemente Catedral Católica Greco Melquita de Beirut. Es una catedral católica de rito greco melquita situada en el centro de Beirut, en el Líbano, dedicada a San Elías, completamente restaurada después de la Guerra Civil Libanesa (1975-1990) con construcciones anteriores que datan de un convento Choueirite del siglo XIX. Su plan seguía el estilo bizantino. Es la catedral de la archieparquía de Beirut y Jbeil.
Un convento de monjes Choueirite y una iglesia dedicada a San Elías una vez se ubicó en este sitio. Ambos fueron construidos hacia finales del siglo XVIII, siguiendo la división en la comunidad de Melquita de Beirut en iglesias ortodoxas y católicas.
En peligro de colapso, este complejo fue reconstruido entre 1847 y 1849 bajo el Obispo Agapios Riachi, produciendo la actual catedral de tres naves. Su plan seguía el estilo bizantino, mientras que el interior combinaba rasgos barrocos e islámicos. Durante la primera mitad del siglo XX, el exterior de la catedral fue restaurado dos veces, primero en 1901, luego entre 1940 y 1950. La construcción en la década de 1930 del edificio Assurazione Generale bloqueó la vista de la catedral desde la plaza Etoile.
Severamente dañado durante la Guerra Civil Libanesa (1975-1990), la catedral ha sido completamente restaurada.